# Force India
Das Sahara Force India F1 Team (kurz Force India) war ein mit indischer Lizenz fahrender Formel-1-Rennstall mit Sitz im englischen Silverstone. Es war das erste indische Team der Formel-1-Geschichte. Force India entstand durch die Übernahme des Spyker-Teams durch den indischen Industriellen Vijay Mallya im Jahr 2007. Spyker war seinerseits 2006 aus dem russischen Midland Team hervorgegangen, das im Jahr zuvor die Nachfolge des Traditionsteams Jordan Grand Prix angetreten hatte. Im Oktober 2011 übernahm das indische Unternehmen Sahara India Pariwar 42,5 Prozent der Anteile am Rennstall und wurde seitdem ergänzend im Meldenamen geführt.
Seit 2009 trat Force India mit Kundenmotoren von Mercedes an. Im selben Jahr erzielte das Team durch Giancarlo Fisichella seinen ersten Podestplatz. Zu Beginn der Saison 2017 wurde der Wasserfilterspezialist BWT AG Hauptsponsor des Teams. In der Folge änderte sich auch die Lackierung des Rennwagens, dessen Grundfarbe nun rosarot war. In der Saison 2018 ging Force India wie schon im Vorjahr mit den Fahrern Sergio Pérez und Esteban Ocon an den Start.
Nach einer Insolvenz schied das Team in der Mitte der Saison 2018 aus der Formel-1-Weltmeisterschaft aus, der Startplatz ging an das neugegründete Team Racing Point Force India.

## Geschichte

### Entstehungsgeschichte

Älteres Logo

Anfang 2005 hatte der russische Geschäftsmann Alexander Shnaider die Anteilsmehrheit an dem 1991 gegründeten Team Jordan Grand Prix für angeblich 60 Mio $ von Eddie Jordan übernommen. In der Saison 2006 wurde der Rennstall in Midland F1 Racing (kurz: MF1) umbenannt. Das Team fuhr in diesem Jahr mit russischer Lizenz. Anlässlich des Großen Preises von Italien in Monza am 10. September 2006 übernahm ein Konsortium rund um den niederländischen Fahrzeughersteller Spyker Cars N.V. und den Unternehmer Michiel Mol den Rennstall. Der Kaufpreis wurde mit 106 Mio$ angegeben. Das Team behielt für den Rest der Saison 2006 die russische Lizenz bei und trat bei den letzten drei Rennen des Jahres unter der Bezeichnung Spyker MF1 Racing an. Zu Beginn der Saison 2007 erfolgte die Umbenennung in Spyker F1; das Team startete in diesem Jahr unter niederländischer Rennlizenz. Spyker geriet 2007 in wirtschaftliche Schwierigkeiten. Am 14. August 2007 gab das Spyker-Team eine offizielle Pressemitteilung heraus, in der bekannt gegeben wurde, dass Team-Direktor Michiel Mol das Team verlassen habe, und sprach erstmals von einem möglichen Verkauf des Teams. Ein Konsortium rund um Mol und den indischen Geschäftsmann Vijay Mallya, dem die United Breweries Group und die Fluggesellschaft Kingfisher Airlines gehörten, gab daraufhin ein Kaufangebot ab, das vom Spyker-Vorstand akzeptiert wurde. Am 5. Oktober 2007 wurde der Eigentümerwechsel vollzogen, das Team beendete die Saison jedoch unter dem Namen Spyker. Am Rande des Rennens in Brasilien wurde der neue Name des Teams für 2008, Force India, bekannt gegeben. Force India war der erste Formel-1-Rennstall, der mit indischer Rennlizenz antrat.

### 2008

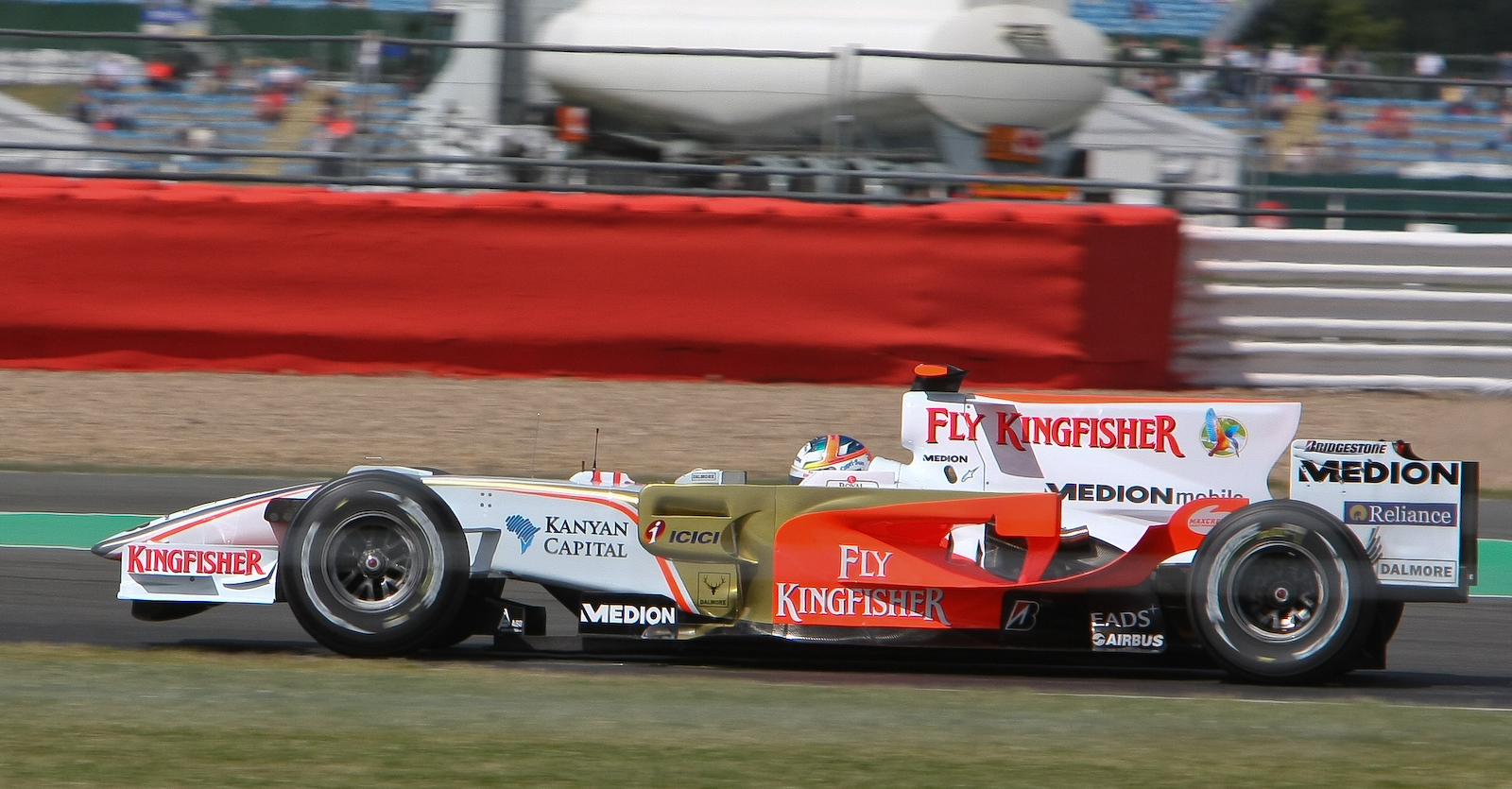
Sutil im Force India VJM01 (Großer Preis von Großbritannien 2008)

Die erste Saison als Force India begann das Team mit bekanntem Material. Das Einsatzauto war der Force India VJM01. Er entsprach technisch weitgehend dem letztjährigen Spyker, hatte aber eine partiell neue Karosserie, zu der auch eine stark verlängerte Motorabdeckung gehörte. Als Antriebsquelle diente wie im Vorjahr ein Achtzylindermotor von Ferrari. Teamchef blieb Colin Kolles, der diese Rolle schon bei Midland und bei Spyker ausgefüllt hatte. Adrian Sutil, der noch aus der Spyker-Zeit einen Vertrag für die Saison 2008 hatte, wurde als Stammfahrer übernommen. Für die Besetzung des zweiten Cockpits veranstaltete Force India ein sogenanntes Shoot-Out mit insgesamt sieben Piloten, an dem sich Roldán Rodríguez, Giedo van der Garde (2007 Testfahrer bei Spyker), Franck Montagny (Testfahrer bei Toyota Racing), Christian Klien (Testfahrer bei Honda Racing F1), Giancarlo Fisichella (Stammfahrer bei Renault F1), Vitantonio Liuzzi (Stammfahrer bei der Scuderia Toro Rosso) und Ralf Schumacher (Stammfahrer bei Toyota Racing) beteiligten. Schumacher erklärte jedoch nach dem Test, dass er lediglich seinem Freund Vijay Mallya einen Gefallen getan und den Force India lediglich getestet, jedoch nicht am Shoot-out teilgenommen hätte, da Force India für ihn keine Option sei. Zweiter Stammfahrer wurde letztlich Fisichella; Liuzzi wurde Testfahrer.
In der Saison 2008 betrug das Budget des Teams etwa 120 Mio $, 50 Mio $ mehr als Spykers Etat im Vorjahr. Die Budgeterhöhung wirkte sich allerdings nicht zugunsten des Teams aus. 2008 unterbot Force India die schwachen Leistungen des Vorgängerteams noch einmal deutlich. Zu Saisonbeginn hatte Force India erklärt, das vorrangige Ziel des Jahres sei es, das mit Honda in Verbindung stehende Konkurrenzteam Super Aguri zu schlagen. Diese Zielvorgabe wurde obsolet, nachdem Aguri Suzukis Team vor dem fünften Saisonrennen den Betrieb hatte einstellen müssen. An die übrigen Teams kam Force India 2008 nicht heran. Während in einer der ausgeglichensten Formel-1-Saisons seit langem jedes andere Team mindestens einen Podiumsplatz und alle Fahrer dieser Teams Punkte einfahren konnten, blieb Force India gänzlich ohne Weltmeisterschaftspunkte. Das beste Ergebnis war der zehnte Rang Fisichellas beim Großen Preis von Spanien. Einziger Lichtblick war Sutil in Monaco, der im chaotischen Rennen kurz vor Schluss auf Rang vier lag, letztlich aber nach einer Kollision mit Kimi Räikkönen vorzeitig ausschied.

### 2009

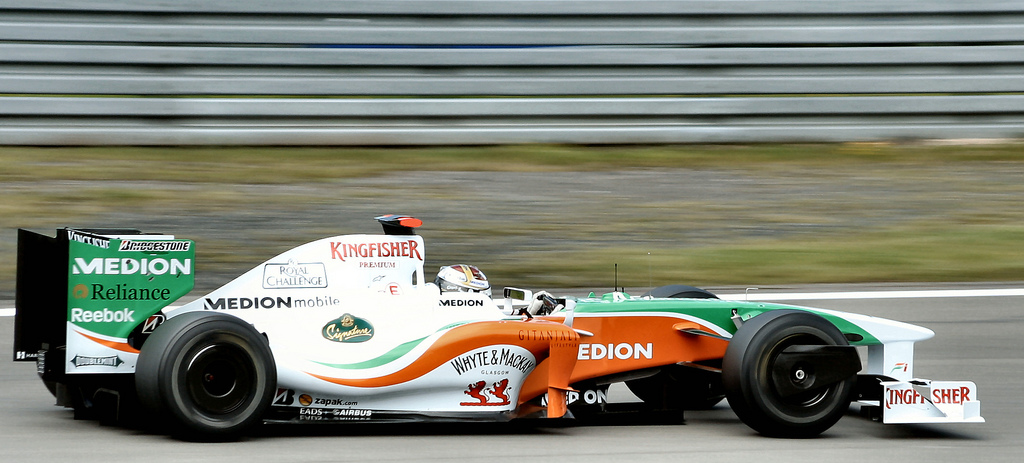
Adrian Sutil im Force India VJM02 beim Großen Preis von Deutschland 2009

Für die Saison 2009 wurden Sutil und Fisichella als Stammfahrer bestätigt und Liuzzi erneut als Testfahrer eingesetzt.
Für diese Saison ergaben sich einige Änderungen im Team. Der Mitbesitzer Vijay Mallya übernahm den Posten des Teamchefs von Colin Kolles, auch Mike Gascoyne wurde als technischer Direktor abgelöst. Gleichzeitig wurde der Vertrag über die Lieferung von Motoren mit Ferrari aufgelöst. Am 10. November 2008 gab das Team die Kooperation mit McLaren und der Daimler AG bekannt: Getriebe, Hydraulik, KERS und weitere Bereiche werden vom Formel-1-Team McLaren, Motoren von Mercedes-Benz HPE geliefert.
Am 29. August beim Großen Preis von Belgien erzielte Fisichella überraschend die erste und einzige Pole-Position für das Team. Fisichella erreichte im Rennen den zweiten Platz, was den größten Erfolg für das Team bedeutete. Einige Tage später wurde Fisichellas Vertrag auf dessen Wunsch hin mit sofortiger Wirkung aufgelöst, damit dieser zu Ferrari wechseln konnte, um den verletzten Stammfahrer Felipe Massa zu ersetzen. Für Fisichella fuhr Liuzzi den Rest der Saison an der Seite von Sutil.
Beim Großen Preis von Italien gelang es Adrian Sutil zum ersten Mal, eine Startposition in der ersten Reihe zu erreichen – er ging von Startplatz zwei in das Rennen. Liuzzi konnte mit Startplatz sieben ebenfalls überraschen. Im Rennen jedoch schied Liuzzi wegen Getriebeschadens vorzeitig aus dem Rennen aus, während Sutil den vierten Platz erreichte. Außerdem fuhr er die schnellste Runde des Rennens.
Im weiteren Saisonverlauf ließen die Leistungen wieder nach und es konnten keine weiteren WM-Punkte erzielt werden.

### 2010
Für die Saison 2010 hielt Force India an den beiden Stammpiloten Sutil und Liuzzi fest. Für die letzten Rennen wurde die Entwicklungsarbeit eingestellt; das Team konzentrierte sich stattdessen auf die Arbeit am Auto für die kommende Saison. Gleichwohl hatte Force India bis zum Saisonende eine realistische Chance auf den sechsten Platz der Konstrukteursmeisterschaft. Erst im letzten Rennen des Jahres musste sich das Team dem Williams-Team geschlagen geben, das in der Gesamtwertung einen Meisterschaftspunkt mehr erzielte. Force India schloss die Saison als Siebter der Konstrukteursmeisterschaft ab und erzielte damit das bis dahin beste Ergebnis der Teamgeschichte.

### 2011

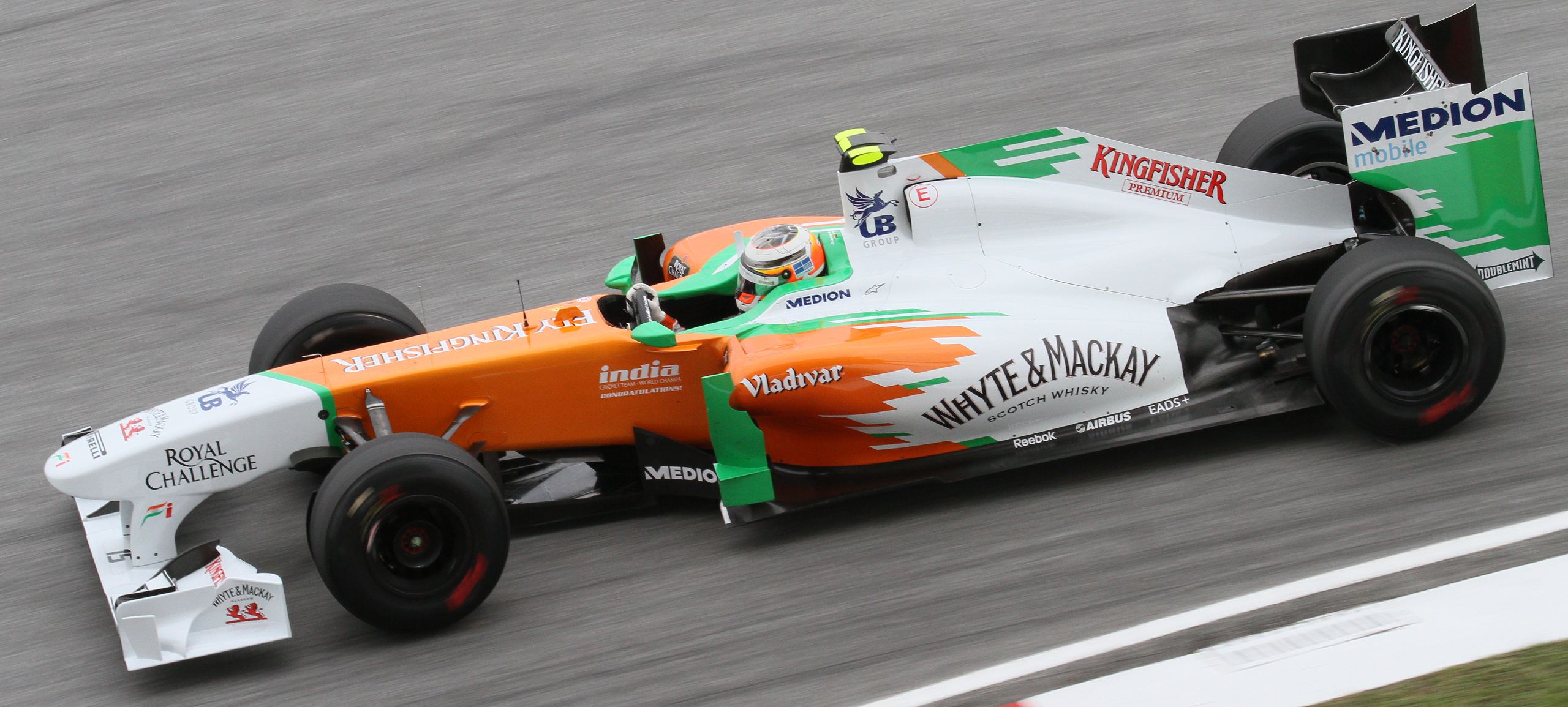
Nico Hülkenberg im Training beim GP von Malaysia im Force India VJM04

Für die Saison 2011 war zunächst Liuzzi der einzige Pilot, der einen Vertrag mit dem Team hatte. Force India löste den Vertrag allerdings vor der Saison auf und verpflichtete stattdessen Paul di Resta, der 2010 bereits an einigen Freitagstrainings teilgenommen und in der Saison 2010 für das Mercedes-Team HWA den Meistertitel der DTM gewonnen hatte. Einige Beobachter sahen in der Verpflichtung di Restas einen Zusammenhang mit der Verlängerung des Motorenvertrags mit Mercedes. Liuzzi erhielt eine Entschädigung, die er zum großen Teil dazu verwendete, sich für 2011 bei dem in Schwierigkeiten befindlichen Team Hispania Racing einzukaufen. Der Vertrag mit Sutil wurde hingegen verlängert. Nico Hülkenberg ergänzte das Team als Testfahrer, er nahm vereinzelt an Freitagstrainings teil.
Die ersten Rennen der Saison verliefen erfolgreich. Sutil und di Resta kamen regelmäßig in den Punkterängen ins Ziel. Force India beendete die Saison als Sechster der Konstrukteurswertung und erreichte damit das beste Ergebnis in der Geschichte des Teams. Dabei ließ Force India etablierte Rennställe wie Sauber und Williams hinter sich. Der Rückstand auf das fünftplatzierte Team Renault betrug nur vier Punkte.

### 2012
Adrian Sutil verließ zur Formel-1-Weltmeisterschaft 2012 Force India. Hülkenberg und di Resta bildeten die neue Fahrerpaarung, Testfahrer wurde Jules Bianchi. Force India erzielte mit 109 Punkte den siebten Platz in der Konstrukteurswertung. Im letzten Saisonrennen, dem Großen Preis von Brasilien, führte Hülkenberg 30 Runden lang das Rennen an. Auch di Resta führte den Großen Preis von Bahrain zwischenzeitlich an. Es waren für beide Fahrer die ersten Führungsrunden in der Formel 1.

### 2013
Bei den ersten Testfahrten war nur di Resta als Fahrer für die Formel-1-Weltmeisterschaft 2013 aktiv. Erst Ende Februar gab das Team die Rückkehr von Sutil bekannt.
Nachdem beide Fahrer im ersten Rennen in Australien in die Top 10 gefahren waren, nahm Force India die Fahrzeuge im zweiten Rennens in Malaysia aufgrund von Problemen mit den Radmuttern aus Sicherheitsgründen aus dem Rennen. In Bahrain führte di Resta das Rennen zwischenzeitlich an und lag lange Zeit auf einem der ersten drei Plätze. Er kam auf dem vierten Platz ins Ziel.

### 2014

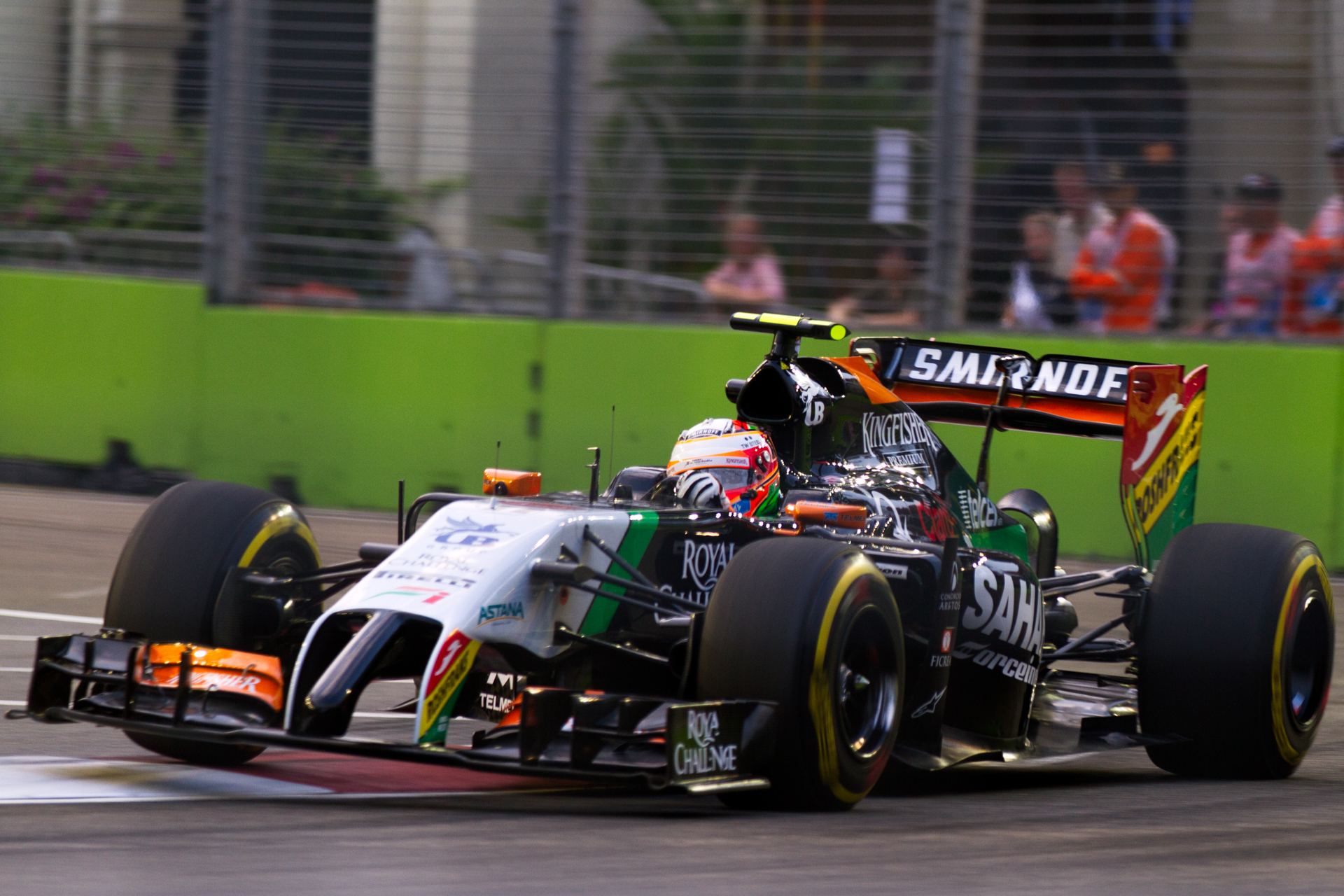
Sergio Pérez beim Großen Preis von Singapur im Force India VJM07

Nach einem Jahr bei Sauber kehrte Nico Hülkenberg für die Formel-1-Weltmeisterschaft 2014 wieder zu Force India zurück, sein Teamkollege wurde der bei McLaren entlassene Sergio Pérez. Pérez gelang mit dem dritten Platz beim Großen Preis von Bahrain der zweite Podestplatz des Teams. Mit 155 Punkten verteidigte das Team den sechsten Platz in der Konstrukteurs-WM.
Nachdem die Teams Caterham und Marussia während der laufenden Saison hatten Insolvenz anmelden müssen, gab es auch Berichte über Zahlungsschwierigkeiten bei Force India. Ausstehende Zahlungen bei Motorenlieferant Mercedes, die erst Ende Oktober 2014 beglichen wurden, sorgten dafür, dass Hülkenberg und Pérez ihre fünfte Antriebseinheit erst beim Großen Preis der USA zur Verfügung hatten. In den Medien wurde spekuliert, dass man gemeinsam mit Lotus und Sauber das Rennen in den USA boykottieren könnte, um auf die schlechte finanzielle Lage der kleinen Teams aufmerksam zu machen.

### 2015

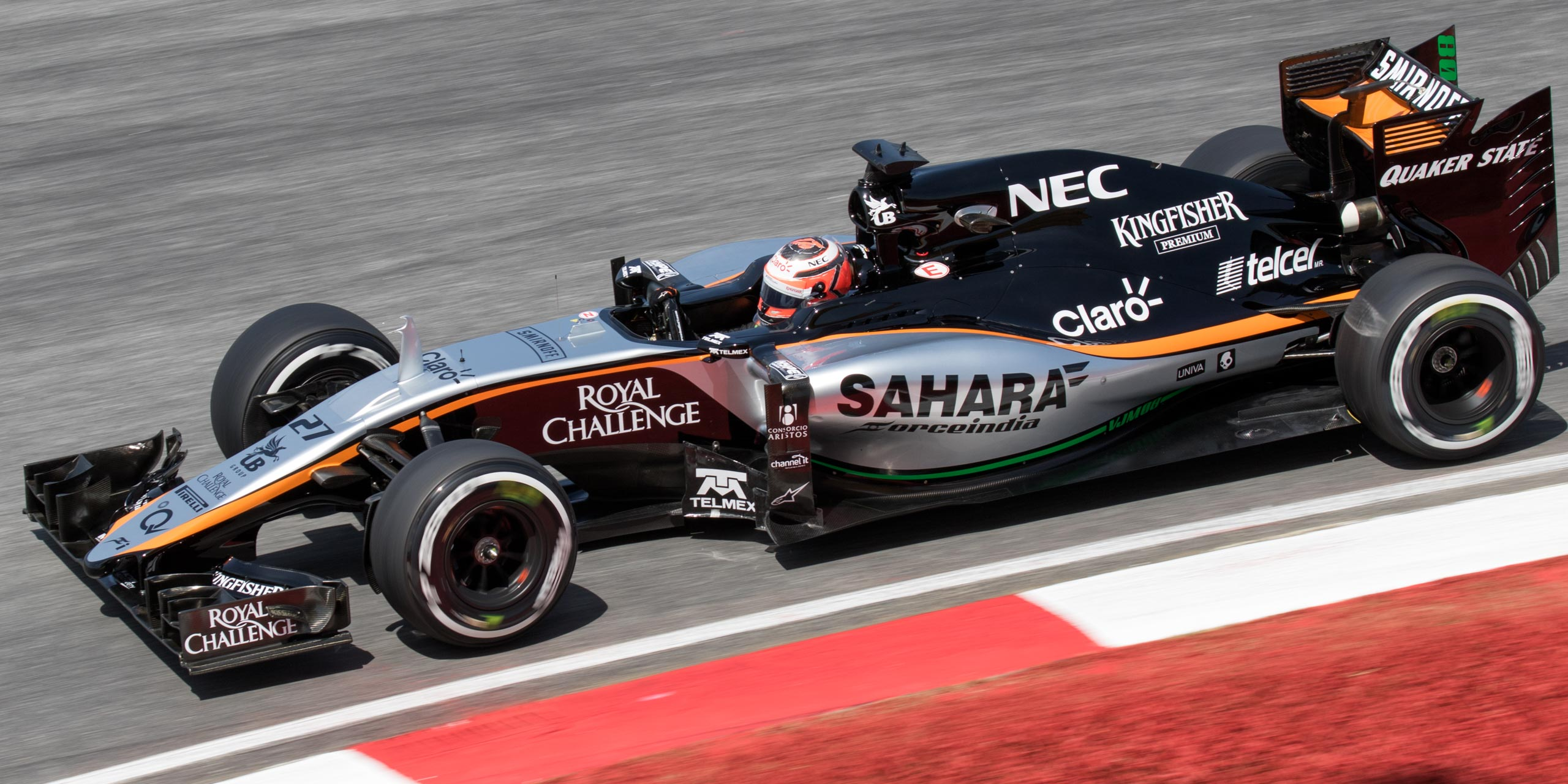
Nico Hülkenberg beim Großen Preis von Malaysia im Force India VJM08

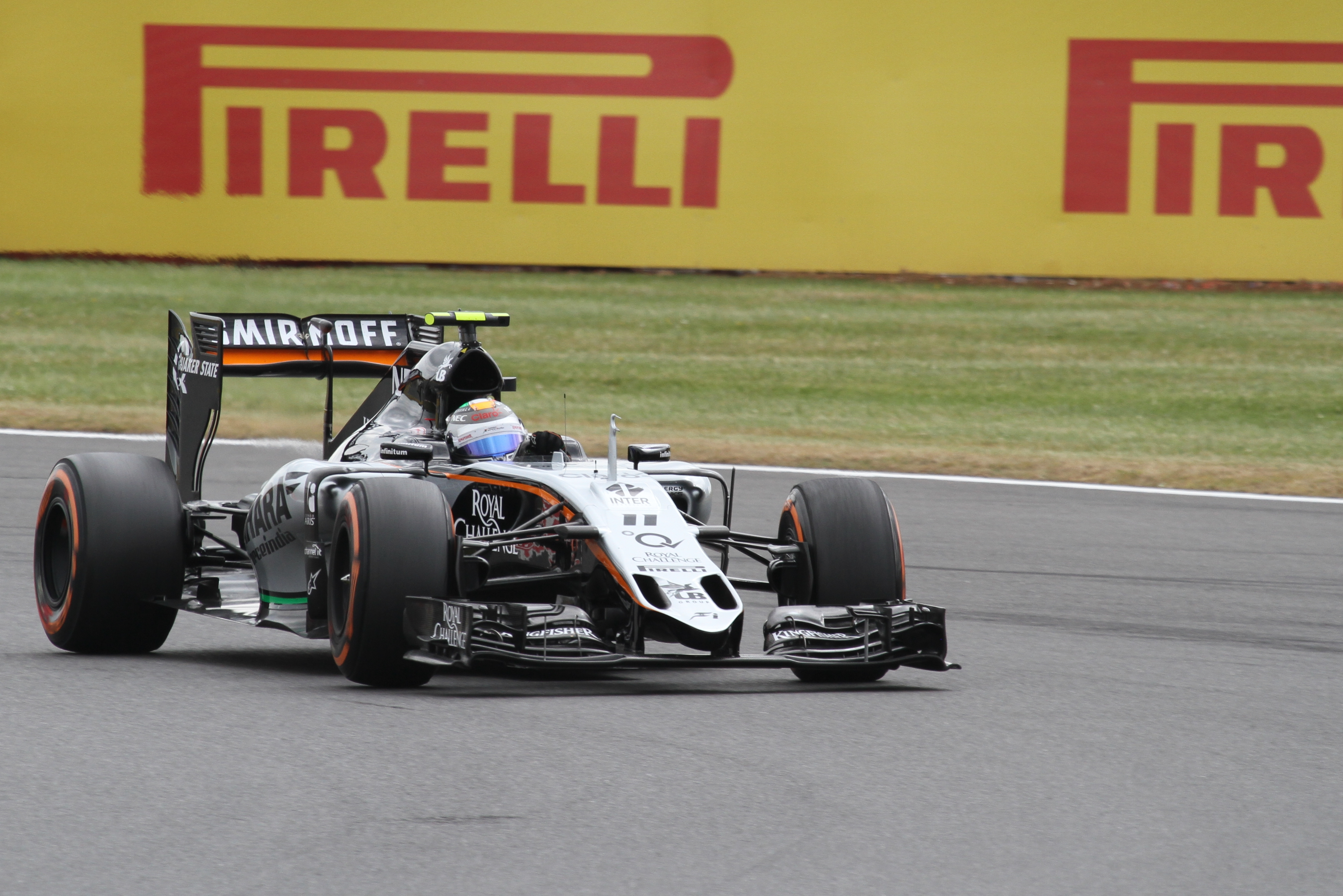
Mit Luftöffnungen in der Fahrzeugnase: B-Version des VJM08 (Pérez beim Großen Preis von Großbritannien)

Das Fahrerduo für die Formel-1-Weltmeisterschaft 2015 blieb unverändert.
Das Team litt in den Wintermonaten vor Saisonbeginn unter wirtschaftlichen Schwierigkeiten, durch die sich Entwicklung des 2015er Autos verzögerte. Force India erklärte zunächst, die ersten Testfahrten vor der Saison mit dem Vorjahreswagen zu bestreiten, um weitere Entwicklungsarbeit am neuen Fahrzeug vornehmen zu können. Am 28. Januar 2015 sagte das Team die Teilnahme an den Testfahrten komplett ab. Offiziell lautete die Begründung, dass man bei Testfahrten mit dem Vorjahreswagen nur begrenzt Erkenntnisse sammeln könne. Medien berichteten jedoch, dass das Team unbeglichene Rechnungen bei Zulieferern habe und zahlungsunfähig sei. Auch mit der Zahlung der Mietgebühren für den Windkanal von Toyota sei Force India im Rückstand. Bei der zweiten Testwoche vor der Saison in Barcelona nahm das Team mit dem Vorjahreswagen teil. Später wurde bekannt, dass die Teilnahme nur deshalb erfolgen konnte, weil Mercedes das Team finanziell unterstützte. Im Gegenzug durfte Mercedes-Testfahrer Pascal Wehrlein an zwei der vier Testtage den Force India pilotieren. Erst in der dritten Testwoche in Barcelona, die 14 Tage vor dem Saisonauftakt stattfand, erschien der neue Force India VJM08.
Der VJM08 war in technischer Hinsicht eine Weiterentwicklung des Vorjahresmodells. Verantwortlicher Konstrukteur war Andrew Green. Vor allem die Hinterradaufhängung des Fahrzeugs und die hydromechanische Federung wurden neu entwickelt. Das Getriebe und die Hydraulik bezog das Team von McLaren. Für die Aerodynamik nutzte Force India den Windkanal von Toyota Motorsport in Köln.
Force India bestritt die Saison 2015 mit einem Budget von weniger als 100 Mio €; es betrug weniger als die Hälfte des Budgets von Williams und setzte sich im Wesentlichen aus den sogenannten TV-Geldern zusammen. Sponsoren trugen dagegen nur einen kleinen Teil zum Budget bei.
Beim Auftaktrennen in Australien kamen beide Piloten mit dem kaum getesteten VJM08 in den Punkterängen ins Ziel: Hülkenberg wurde Siebter, Pérez Zehnter. Bei den folgenden Rennen zeigten sich am Auto wiederholt aerodynamische Defizite, die sich auf die Leistungsfähigkeit des Autos auswirkten. Sie wurden erst mit der B-Version des VJM08 behoben, die beim Großen Preis von Großbritannien erschien. Äußerlich unterschied sie sich vom Vorgängermodell durch doppelte Belüftungsöffnungen in der Fahrzeugnase. Mit der B-Version verbesserten sich die sportlichen Ergebnisse. Force India kam seitdem bei nahezu jedem Rennen mit mindestens einem Auto in den Punkterängen ins Ziel. In der zweiten Saisonhälfte fuhr das Team 97 Weltmeisterschaftspunkte ein. Das beste Ergebnis des Teams war Pérez’ dritter Platz beim Großen Preis von Russland.
In der Saison erzielte Force India insgesamt weniger Punkte als im Vorjahr, belegte aber ungeachtet dessen mit Platz fünf das beste Ergebnis in der Geschichte des Teams.

### 2016

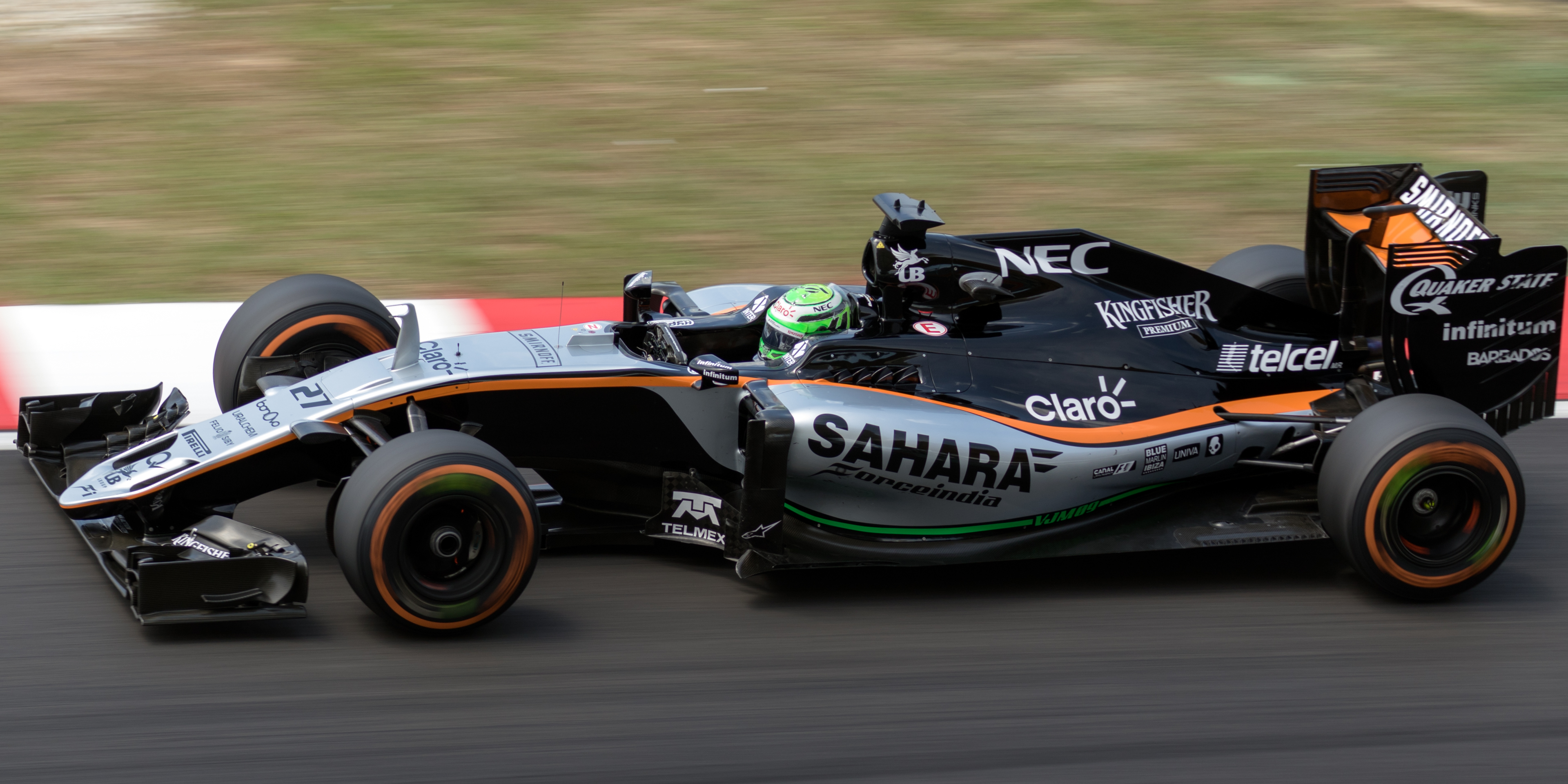
Nico Hülkenberg im VJM09 beim Großen Preis von Malaysia 2016

In der Saison 2016 setzte Force India die technische Zusammenarbeit mit Mercedes fort. Vor dem Saisonbeginn gab es Gespräche mit dem britischen Sportwagenhersteller Aston Martin über eine geschäftliche Kooperation. Dazu gehörte die Überlegung, dass Aston Martin als Namenssponsor auftreten sollte. Ende Dezember 2015 entschied sich Aston Martin allerdings gegen ein Formel-1-Engagement. Das Team trat 2016 erneut mit der Fahrerpaarung Hülkenberg und Pérez an. Einsatzfahrzeug war der Force India VJM09. Force India holte in dieser Saison mit dem vierten Platz der Konstrukteurswertung das beste Ergebnis der Teamgeschichte. Dabei überholte der Rennstall das Traditionsteam Williams, das mit dem gleichen Motor antrat. Beste Ergebnisse waren die beiden dritten Pätze von Pérez in Monaco und Aserbaidschan.
2016 geriet der Eigentümer Vijay Mallya in Probleme. Nachdem bereits vor einiger Zeit Betrugsvorwürfe gegen ihn erhoben worden waren, erklärte Indien im April 2016 seinen Pass für ungültig und stellte einen internationalen Haftbefehl aus. Mallya hielt sich seitdem dauerhaft in Großbritannien auf und verließ das Land nicht mehr. Auf den Betrieb des Rennstalls hatte das allerdings keine Auswirkungen.

### 2017

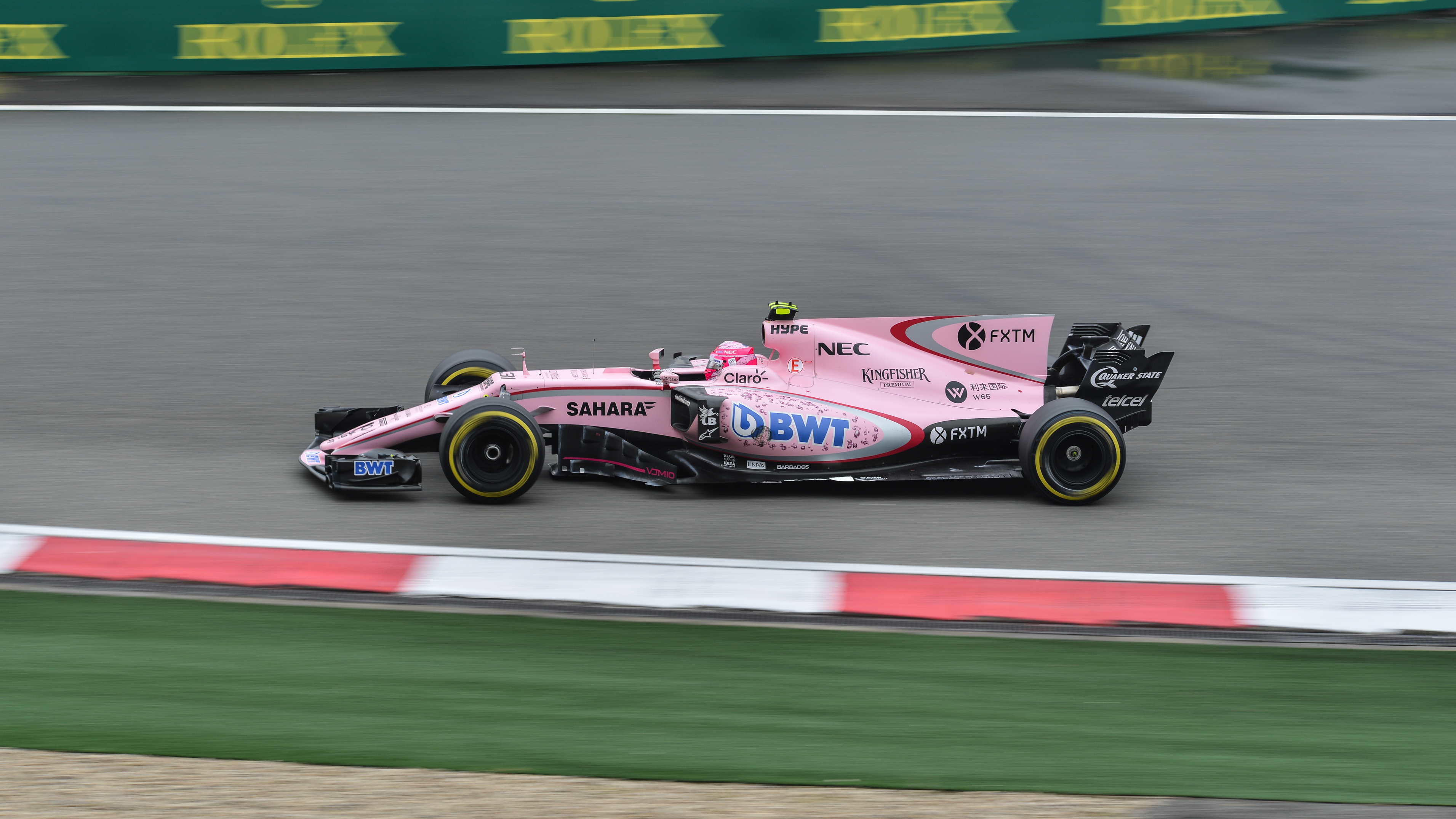
Esteban Ocon im Force India VJM10 beim Großen Preis von China 2017

In der Saison 2017 trat Force India mit dem VJM10 an, der wie in den Vorjahren von einem Hybridmotor von Mercedes angetrieben wird. Neu war die rosafarbene Lackierung der Autos, die auf den neu verpflichteten Sponsor BWT zurückging. Sergio Pérez war im Team verblieben, während Hülkenberg seinen bis zum Saisonende 2017 laufenden Vertrag mit Force India im November 2016 vorzeitig beendete und zu Renault wechselte. An Hülkenbergs Stelle fuhr Esteban Ocon das zweite Force-India-Chassis.
Im April 2017 wurde Vijay Mallya in Großbritannien vorübergehend festgenommen. Diese Personalie beeinflusste den Rennbetrieb des Teams nicht. Im ersten Saisondrittel war Force India das stärkste Mercedes-Kundenteam. Allerdings verhinderten Probleme der Fahrer untereinander mehrfach eine erfolgreiche Positionierung. In Kanada missachtete Pérez eine Anweisung des Teams, den schnelleren, aber hinter ihm fahrenden Ocon überholen zu lassen, wodurch Ocon nach Ansicht von Beobachtern ein Podestplatz entging. Beim folgenden Rennen in Aserbaidschan war aufgrund der besonderen Umstände des Rennens zeitweise sogar ein Doppelsieg für Force India möglich, allerdings kam es nach einem Restart zu einer Kollision beider Force-India-Piloten, in deren Folge Pérez ausschied und Ocon auf Platz sechs zurückfiel.
Am Saisonende belegte Force India mit 187 Punkten wie schon im Vorjahr Rang vier der Konstrukteursmeisterschaft und war damit das beste Kundenteam. Williams, der direkte Konkurrent, lag mit 83 Punkten auf Platz fünf.

### 2018

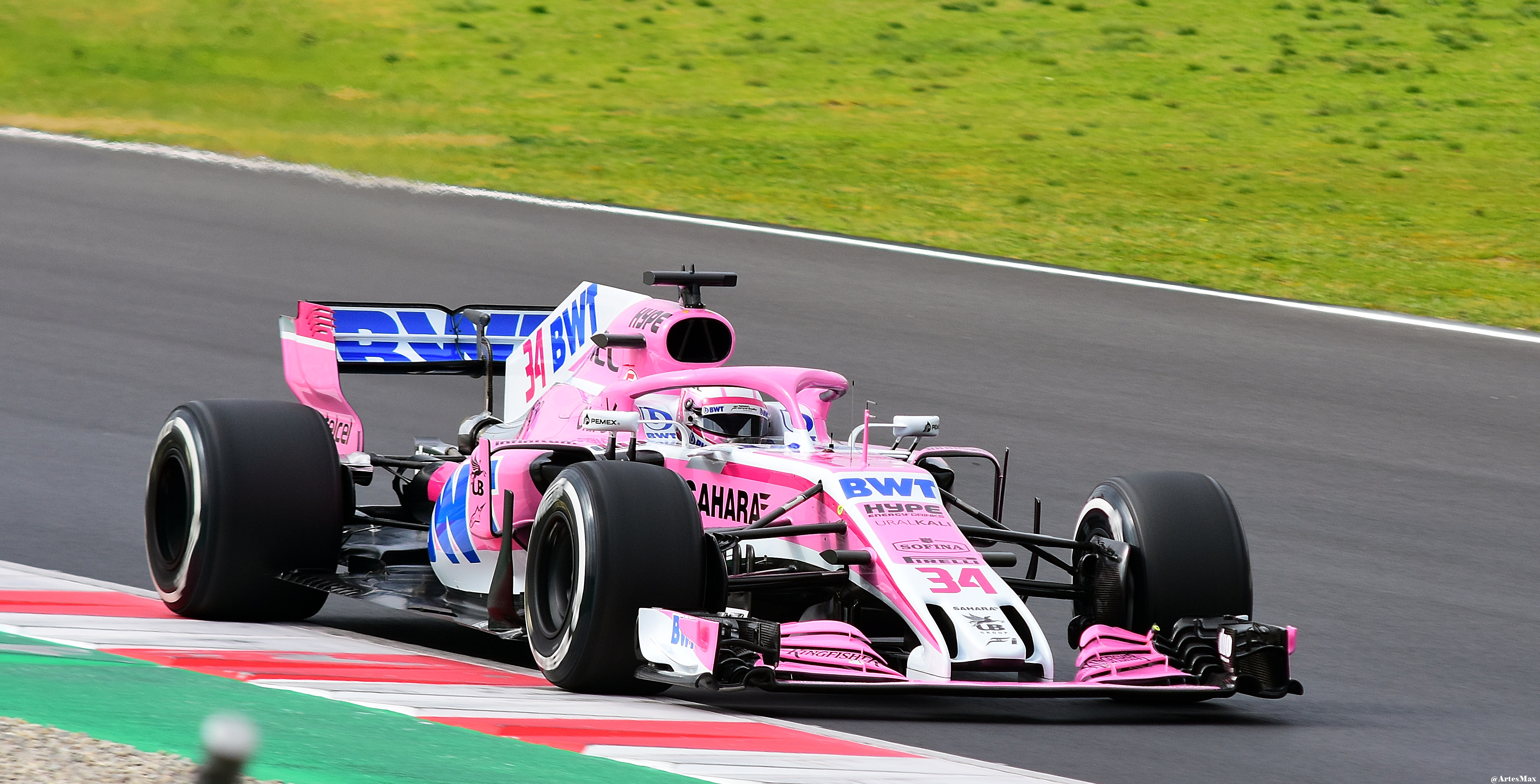
Force India VJM11

Zu der Saison 2018 trat Force India erneut mit der Fahrerpaarung Pérez und Ocon an. Schon bei den Testfahrten zeigte sich, dass der VJM11 Probleme aufwies. In den ersten drei Saisonrennen konnte Force India kaum punkten, Ocon holte lediglich einen Punkt in Bahrain. Zum vierten Saisonrennen in Baku brachte Force India größere Updates. Durch ein Chaosrennen und ein spätes Überholmanöver gegen Sebastian Vettel konnte Sergio Perez einen dritten Platz einfahren. In Monaco kam Esteban Ocon als Sechster ins Ziel.
Am 27. Juli 2018 meldete Force India Insolvenz an. Wenige Tage später übernahm eine Investorengruppe unter der Führung von Lawrence Stroll Material, Personal und Verbindlichkeiten. Ab dem Großen Preis von Belgien 2018 schied Force India aus der Formel-1-Weltmeisterschaft aus, den Startplatz übernahm das neu gegründete Team Racing Point Force India.

## Zahlen und Daten

### Statistik in der Formel 1
| Saison | Teamname                   | Chassis           | Motor                         | Reifen | Grand Prix | Siege | Zweiter | Dritter | Poles | schn. Runden | Punkte | WM-Rang |
| ------ | -------------------------- | ----------------- | ----------------------------- | ------ | ---------- | ----- | ------- | ------- | ----- | ------------ | ------ | ------- |
| 2008   | Force India F1 Team        | Force India VJM01 | Ferrari 2.4 V8                | B      | 18         | –     | –       | –       | –     | –            | –      | 10.     |
| 2009   | Force India F1 Team        | Force India VJM02 | Mercedes-Benz 2.4 V8          | B      | 17         | –     | 1       | –       | 1     | 1            | 13     | 9.      |
| 2010   | Force India F1 Team        | Force India VJM03 | Mercedes-Benz 2.4 V8          | B      | 19         | –     | –       | –       | –     | –            | 68     | 7.      |
| 2011   | Force India F1 Team        | Force India VJM04 | Mercedes-Benz 2.4 V8          | P      | 19         | –     | –       | –       | –     | –            | 69     | 6.      |
| 2012   | Sahara Force India F1 Team | Force India VJM05 | Mercedes-Benz 2.4 V8          | P      | 20         | –     | –       | –       | –     | 1            | 109    | 7.      |
| 2013   | Sahara Force India F1 Team | Force India VJM06 | Mercedes-Benz 2.4 V8          | P      | 19         | –     | –       | –       | –     | –            | 77     | 6.      |
| 2014   | Sahara Force India F1 Team | Force India VJM07 | Mercedes-Benz PU106A Hybrid   | P      | 19         | –     | –       | 1       | –     | 1            | 155    | 6.      |
| 2015   | Sahara Force India F1 Team | Force India VJM08 | Mercedes-Benz PU106B Hybrid   | P      | 19         | –     | –       | 1       | –     | –            | 136    | 5.      |
| 2016   | Sahara Force India F1 Team | Force India VJM09 | Mercedes-Benz PU106C Hybrid   | P      | 21         | –     | –       | 2       | –     | 1            | 173    | 4.      |
| 2017   | Sahara Force India F1 Team | Force India VJM10 | Mercedes-AMG F1 M08 EQ Power+ | P      | 20         | –     | –       | –       | –     | 1            | 187    | 4.      |
| 2018   | Sahara Force India F1 Team | Force India VJM11 | Mercedes-AMG F1 M09 EQ Power+ | P      | 12         | –     | –       | 1       | –     | –            | 59     | EX      |
| Gesamt | Gesamt                     | Gesamt            | Gesamt                        | Gesamt | 203        | –     | 1       | 5       | 1     | 5            | 1046   |         |

### Alle Fahrer von Force India in der Formel 1
| Name                 | Jahre           | Grand Prix | Punkte | Siege | Zweiter | Dritter | Poles | SR | beste WM-Pos.   |
| -------------------- | --------------- | ---------- | ------ | ----- | ------- | ------- | ----- | -- | --------------- |
| Adrian Sutil         | 2008–2011; 2013 | 92         | 123    | –     | –       | –       | –     | 1  | 09. (2011)      |
| Sergio Pérez         | 2014–2018       | 90         | 368    | –     | –       | 5       | –     | 2  | 7. (2016, 2017) |
| Nico Hülkenberg      | 2012, 2014–2016 | 78         | 289    | –     | –       | –       | –     | 2  | 9. (2014, 2016) |
| Paul di Resta        | 2011–2013       | 58         | 121    | –     | –       | –       | –     | –  | 12. (2013)      |
| Esteban Ocon         | 2017–2018       | 32         | 116    | –     | –       | –       | –     | –  | 8. (2017)       |
| Giancarlo Fisichella | 2008–2009       | 30         | 8      | –     | 1       | –       | 1     | –  | 15. (2009)      |
| Vitantonio Liuzzi    | 2009–2010       | 24         | 21     | –     | –       | –       | –     | –  | 15. (2010)      |

### Ergebnisse in der Formel 1
| Saison | Chassis | Fahrer        | Nr. | 1   | 2   | 3   | 4   | 5   | 6   | 7   | 8   | 9   | 10  | 11  | 12  | 13  | 14  | 15  | 16  | 17  | 18  | 19  | 20  | 21 | Punkte | Rang |
| ------ | ------- | ------------- | --- | --- | --- | --- | --- | --- | --- | --- | --- | --- | --- | --- | --- | --- | --- | --- | --- | --- | --- | --- | --- | -- | ------ | ---- |
| 2008   | VJM01   |               |     |     |     |     |     |     |     |     |     |     |     |     |     |     |     |     |     |     |     |     |     |    | —      | 10.  |
| 2008   | VJM01   | A. Sutil      | 20  | DNF | DNF | 19  | DNF | 16  | DNF | DNF | 19  | DNF | 15  | DNF | DNF | 13  | 19  | DNF | DNF | DNF | 16  |     |     |    | —      | 10.  |
| 2008   | VJM01   | G. Fisichella | 21  | DNF | 12  | 12  | 10  | DNF | DNF | DNF | 18  | DNF | 16  | 15  | 14  | 17  | DNF | 14  | DNF | 17  | 18  |     |     |    | —      | 10.  |
| 2009   | VJM02   |               |     |     |     |     |     |     |     |     |     |     |     |     |     |     |     |     |     |     |     |     |     |    | 13     | 9.   |
| 2009   | VJM02   | A. Sutil      | 20  | 9   | 17  | 17* | 16  | DNF | 14  | 17  | 17  | 15  | DNF | 10  | 11  | 4   | DNF | 13  | DNF | 17  |     |     |     |    | 13     | 9.   |
| 2009   | VJM02   | G. Fisichella | 21  | 11  | 18* | 14  | 15  | 14  | 9   | DNF | 10  | 11  | 14  | 12  | 2   |     |     |     |     |     |     |     |     |    | 13     | 9.   |
| 2009   | VJM02   | V. Liuzzi     | 21  |     |     |     |     |     |     |     |     |     |     |     |     | DNF | 14  | 14  | 11  | 15  |     |     |     |    | 13     | 9.   |
| 2010   | VJM03   |               |     |     |     |     |     |     |     |     |     |     |     |     |     |     |     |     |     |     |     |     |     |    | 68     | 7.   |
| 2010   | VJM03   | A. Sutil      | 14  | 12  | DNF | 5   | 11  | 7   | 8   | 9   | 10  | 6   | 8   | 17  | DNF | 5   | 16  | 9   | DNF | DNF | 12  | 13  |     |    | 68     | 7.   |
| 2010   | VJM03   | V. Liuzzi     | 15  | 9   | 7   | DNF | DNF | 15* | 9   | 13  | 9   | 16  | 11  | 16  | 13  | 10  | 12  | DNF | DNF | 6   | DNF | DNF |     |    | 68     | 7.   |
| 2011   | VJM04   |               |     |     |     |     |     |     |     |     |     |     |     |     |     |     |     |     |     |     |     |     |     |    | 69     | 6.   |
| 2011   | VJM04   | A. Sutil      | 14  | 9   | 11  | 15  | 13  | 13  | 7   | DNF | 9   | 11  | 6   | 14  | 7   | DNF | 8   | 11  | 11  | 9   | 8   | 6   |     |    | 69     | 6.   |
| 2011   | VJM04   | P. di Resta   | 15  | 10  | 10  | 11  | DNF | 12  | 12  | 18* | 14  | 15  | 13  | 7   | 11  | 8   | 6   | 12  | 10  | 13  | 9   | 8   |     |    | 69     | 6.   |
| 2012   | VJM05   |               |     |     |     |     |     |     |     |     |     |     |     |     |     |     |     |     |     |     |     |     |     |    | 109    | 7.   |
| 2012   | VJM05   | P. di Resta   | 11  | 10  | 7   | 12  | 6   | 14  | 7   | 11  | 7   | DNF | 11  | 12  | 10  | 8   | 4   | 12  | 12  | 12  | 9   | 15  | 19* |    | 109    | 7.   |
| 2012   | VJM05   | N. Hülkenberg | 12  | DNF | 9   | 15  | 12  | 10  | 8   | 12  | 5   | 12  | 9   | 11  | 4   | 21* | 14  | 7   | 6   | 8   | DNF | 8   | 5   |    | 109    | 7.   |
| 2013   | VJM06   |               |     |     |     |     |     |     |     |     |     |     |     |     |     |     |     |     |     |     |     |     |     |    | 77     | 6.   |
| 2013   | VJM06   | P. di Resta   | 14  | 8   | DNF | 8   | 4   | 7   | 9   | 7   | 9   | 11  | 18* | DNF | DNF | 20* | DNF | 11  | 8   | 6   | 15  | 11  |     |    | 77     | 6.   |
| 2013   | VJM06   | A. Sutil      | 15  | 7   | DNF | DNF | 13  | 13  | 5   | 10  | 7   | 13  | DNF | 9   | 16* | 10  | 20* | 14  | 9   | 10  | DNF | 13  |     |    | 77     | 6.   |
| 2014   | VJM07   |               |     |     |     |     |     |     |     |     |     |     |     |     |     |     |     |     |     |     |     |     |     |    | 155    | 6.   |
| 2014   | VJM07   | N. Hülkenberg | 27  | 6   | 5   | 5   | 6   | 10  | 5   | 5   | 9   | 8   | 7   | DNF | 10  | 12  | 9   | 8   | 12  | DNF | 8   | 6   |     |    | 155    | 6.   |
| 2014   | VJM07   | S. Pérez      | 11  | 10  | DNS | 3   | 9   | 9   | DNF | 11* | 6   | 11  | 10  | DNF | 8   | 7   | 7   | 10  | 10  | DNF | 15  | 7   |     |    | 155    | 6.   |
| 2015   | VJM08   |               |     |     |     |     |     |     |     |     |     |     |     |     |     |     |     |     |     |     |     |     |     |    | 136    | 5.   |
| 2015   | VJM08   | N. Hülkenberg | 27  | 7   | 14  | DNF | 13  | 15  | 11  | 8   | 6   | 7   | DNF | DNS | 7   | DNF | 6   | DNF | DNF | 7   | 6   | 7   |     |    | 136    | 5.   |
| 2015   | VJM08   | S. Pérez      | 11  | 10  | 13  | 11  | 8   | 13  | 7   | 11  | 9   | 9   | DNF | 5   | 6   | 7   | 12  | 3   | 5   | 8   | 12  | 5   |     |    | 136    | 5.   |
| 2016   | VJM09   |               |     |     |     |     |     |     |     |     |     |     |     |     |     |     |     |     |     |     |     |     |     |    | 173    | 4.   |
| 2016   | VJM09   | N. Hülkenberg | 27  | 7   | 15  | 15  | DNF | DNF | 6   | 8   | 9   | 19* | 7   | 10  | 7   | 4   | 10  | DNF | 8   | 8   | DNF | 7   | 7   | 7  | 173    | 4.   |
| 2016   | VJM09   | S. Pérez      | 11  | 13  | 16  | 11  | 9   | 7   | 3   | 10  | 3   | 17* | 6   | 11  | 10  | 5   | 8   | 8   | 6   | 7   | 8   | 10  | 4   | 8  | 173    | 4.   |
| 2017   | VJM10   |               |     |     |     |     |     |     |     |     |     |     |     |     |     |     |     |     |     |     |     |     |     |    | 187    | 4.   |
| 2017   | VJM10   | S. Pérez      | 11  | 7   | 9   | 7   | 6   | 4   | 13  | 5   | DNF | 7   | 9   | 8   | 17  | 9   | 5   | 6   | 7   | 8   | 7   | 9   | 7   |    | 187    | 4.   |
| 2017   | VJM10   | E. Ocon       | 31  | 10  | 10  | 10  | 7   | 5   | 12  | 6   | 6   | 8   | 8   | 9   | 9   | 6   | 10  | 10  | 6   | 6   | 5   | DNF | 8   |    | 187    | 4.   |
| 2018   | VJM11   |               |     |     |     |     |     |     |     |     |     |     |     |     |     |     |     |     |     |     |     |     |     |    | 59     | EX   |
| 2018   | VJM11   | S. Pérez      | 11  | 11  | 16  | 12  | 3   | 9   | 12  | 14  | DNF | 7   | 10  | 7   | 14  |     |     |     |     |     |     |     |     |    | 59     | EX   |
| 2018   | VJM11   | E. Ocon       | 31  | 12  | 10  | 11  | DNF | DNF | 6   | 9   | DNF | 6   | 7   | 8   | 13  |     |     |     |     |     |     |     |     |    | 59     | EX   |

| Legende  | Legende            | Legende                                                          |
| Farbe    | Abkürzung          | Bedeutung                                                        |
| -------- | ------------------ | ---------------------------------------------------------------- |
| Gold     | –                  | Sieg                                                             |
| Silber   | –                  | 2. Platz                                                         |
| Bronze   | –                  | 3. Platz                                                         |
| Grün     | –                  | Platzierung in den Punkten                                       |
| Blau     | –                  | Klassifiziert außerhalb der Punkteränge                          |
| Violett  | DNF                | Rennen nicht beendet (did not finish)                            |
| Violett  | NC                 | nicht klassifiziert (not classified)                             |
| Rot      | DNQ                | nicht qualifiziert (did not qualify)                             |
| Rot      | DNPQ               | in Vorqualifikation gescheitert (did not pre-qualify)            |
| Schwarz  | DSQ                | disqualifiziert (disqualified)                                   |
| Weiß     | DNS                | nicht am Start (did not start)                                   |
| Weiß     | WD                 | zurückgezogen (withdrawn)                                        |
| Hellblau | PO                 | nur am Training teilgenommen (practiced only)                    |
| Hellblau | TD                 | Freitags-Testfahrer (test driver)                                |
| ohne     | DNP                | nicht am Training teilgenommen (did not practice)                |
| ohne     | INJ                | verletzt oder krank (injured)                                    |
| ohne     | EX                 | ausgeschlossen (excluded)                                        |
| ohne     | DNA                | nicht erschienen (did not arrive)                                |
| ohne     | C                  | Rennen abgesagt (cancelled)                                      |
| ohne     | keine WM-Teilnahme |                                                                  |
| sonstige | P/fett             | Pole-Position                                                    |
| sonstige | 1/2/3/4/5/6/7/8    | Punktplatzierung im Sprint-/Qualifikationsrennen                 |
| sonstige | SR/kursiv          | Schnellste Rennrunde                                             |
| sonstige | *                  | nicht im Ziel, aufgrund der zurückgelegten Distanz aber gewertet |
| sonstige | ()                 | Streichresultate                                                 |
| sonstige | unterstrichen      | Führender in der Gesamtwertung                                   |

## Übersicht des letzten Personals
| Aufgabenbereich      | Name                  |
| -------------------- | --------------------- |
| Stammfahrer          | Sergio Pérez          |
| Stammfahrer          | Esteban Ocon          |
| Testfahrer           | Alfonso Celis jr.     |
| Teamchef             | Vijay Mallya          |
| stv. Teamchef        | Robert Fernley        |
| Teammanager          | Mark Gray             |
| Technischer Direktor | Andrew Green          |
| Chefingenieur        | Tom McCullough        |
| Chefdesigner         | Akio Haga             |
| Chefdesigner         | Ian Hall              |
| Chefaerodynamiker    | Simon Phillips        |
| Renningenieur Pérez  | Tim Wright            |
| Renningenieur Ocon   | Brad Joyce            |
| Teambesitzer         | Vijay Mallya          |
| Teambesitzer         | Michiel Mol / Jan Mol |
| Geschäftsführer      | Otmar Szafnauer       |